# Liste der Botschafter der Vereinigten Staaten in Island
Die Liste der Botschafter der Vereinigten Staaten in Island bietet einen Überblick über die Leiter der US-amerikanischen diplomatischen Vertretung in Island seit der Aufnahme diplomatischer Beziehungen. Seit Januar 2021 ist die Position des Botschafters vakant, die Botschaft wird von der Geschäftsträgerin Michelle Yerkin geleitet.

## Botschafter

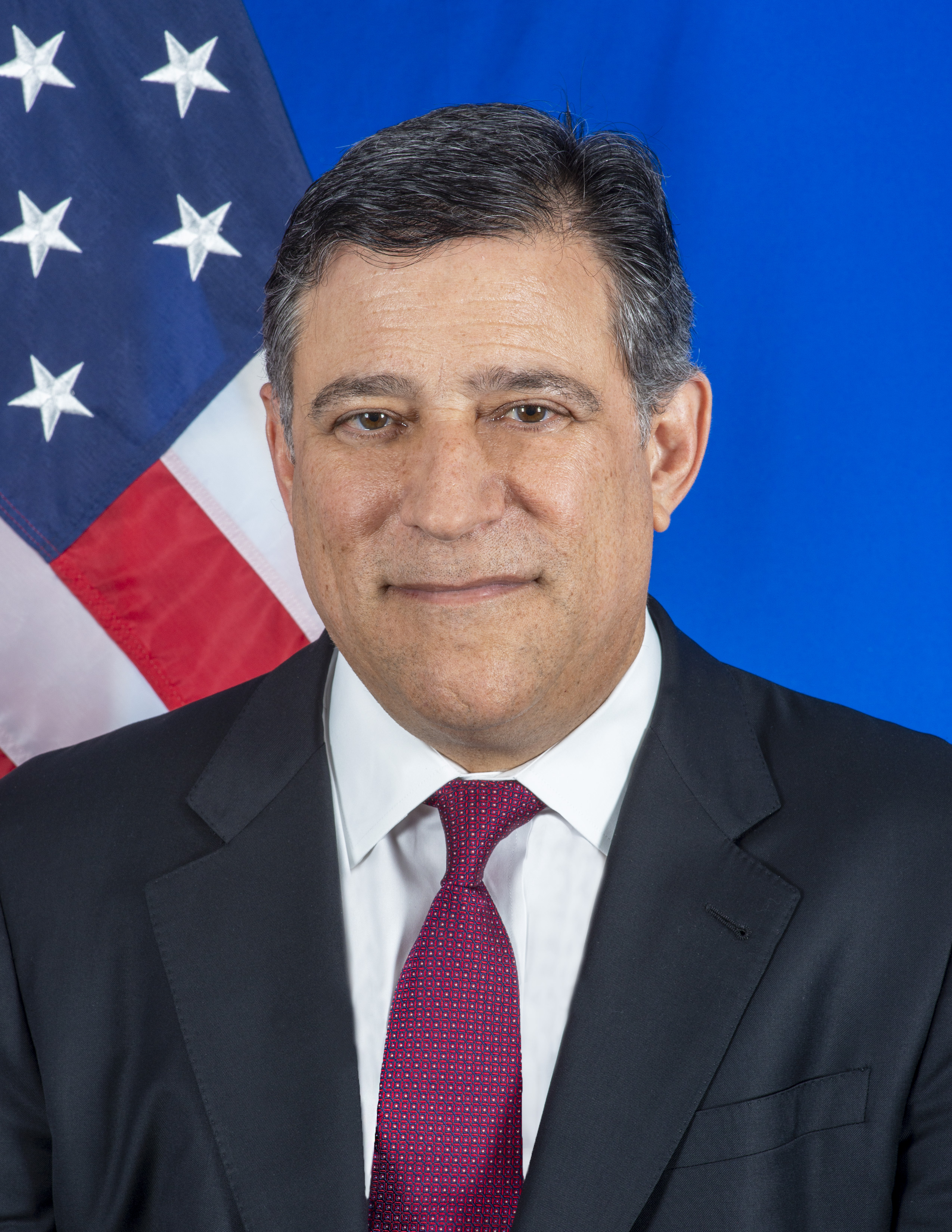
Jeffrey Ross Gunter, zuletzt bis 2021 US-Botschafter in Reykjavík.

| Amtszeit  | Name                   | Anmerkung |
| --------- | ---------------------- | --------- |
| 1941–1942 | Lincoln MacVeagh       |           |
| 1942–1944 | Leland B. Morris       |           |
| 1944–1946 | Louis G. Dreyfus       |           |
| 1948–1949 | Richard P. Butrick     |           |
| 1949–1954 | Edward B. Lawson       |           |
| 1955–1959 | John J. Muccio         |           |
| 1960–1961 | Tyler Thompson         |           |
| 1961–1967 | James K. Penfield      |           |
| 1967–1969 | Karl Rolvaag           |           |
| 1969–1972 | Luther Replogle        |           |
| 1972–1976 | Frederick Irving       |           |
| 1976–1978 | James J. Blake         |           |
| 1978–1981 | Richard A. Ericson Jr. |           |
| 1981–1985 | Marshall Brement       |           |
| 1985–1989 | L. Nicholas Ruwe       |           |
| 1989–1992 | Charles E. Cobb        |           |
| 1992–1993 | Sig Rogich             |           |
| 1993–1996 | Parker W. Borg         |           |
| 1996–1999 | Day O. Mount           |           |
| 1999–2002 | Barbara J. Griffiths   |           |
| 2002–2005 | James Irvin Gadsden    |           |
| 2006–2009 | Carol van Voorst       |           |
| 2010–2013 | Luis E. Arreaga        |           |
| 2015–2017 | Robert C. Barber       |           |
| 2019–2021 | Jeffrey Ross Gunter    |           |